# Dyskografia Amy Macdonald
Dyskografia Amy Macdonald – brytyjskiej piosenkarki składa się z czterech albumów studyjnych, dwóch albumów koncertowych oraz czternastu singli.

## Albumy studyjne
| 2007                                                    | This Is the Life - Wydany: 30 lipca 2007 - Wytwórnia: Vertigo Records - Format: CD, LP, digital download            | 1 | 3 | 2  | 5  | 1 | 2  | –  | 6   | 3 | 16 | 6  | 1  | 5  | 14 | 19 | 5  | 1 | 92 | - UK: 2× platyna - AUT: 2× platyna - BEL: platyna - DEN: platyna - FRA: złoto - GER: 5× platyna - NLD: platyna - POL: złoto - SWE: złoto - SWI: 4× platyna | - UK: 660 000+ - GER: 1 000 000+ - SWI: 120 000+ |
| 2010                                                    | A Curious Thing - Wydany: 8 marca 2010 - Wytwórnia: Mercury Records - Format: CD, LP, digital download              | 4 | 1 | 2  | 4  | 7 | 13 | 18 | 16  | 1 | 26 | 25 | 2  | 22 | 11 | 24 | 5  | 1 | –  | - UK: złoto - AUT: platyna - BEL: złoto - GER: 2× platyna - SWI: 2× platyna                                                                                | - GER: 400 000+ - SWI: 60 000+                   |
| 2012                                                    | Life in a Beautiful Light - Wydany: 11 czerwca 2012 - Wytwórnia: Mercury Records - Format: CD, LP, digital download | 2 | 1 | 4  | 6  | 9 | 36 | –  | 42  | 1 | 5  | –  | 5  | 15 | 11 | –  | 34 | 2 | –  | - UK: złoto - GER: platyna - POL: złoto - SWI: platyna | - GER: 200 000+ - SWI: 30 000+                   |
| 2017                                                    | Under Stars - Wydany: 17 lutego 2017 - Wytwórnia: Mercury Records - Format: CD, LP, digital download                | 2 | 4 | 21 | 18 | – | 75 | –  | 110 | 2 | 75 | –  | 18 | –  | 39 | –  | –  | 1 | –  | |                                                  |
| „–” oznacza, że album nie był notowany na danej liście. | |   |   |    |    |   |    |    |     |   |    |    |    |    |    |    |    |   |    | |                                                  |

## Albumy koncertowe
| 2007                                                    | Live from Glasgow - Wydany: 1 października 2007 - Wytwórnia: Mercury Records - Format: digital download                              | –  |
| 2011                                                    | Love Love UK & European Arena Tour LIVE 2010 - Wydany: 25 kwietnia 2011 - Wytwórnia: Concert Live - Format: CD, LP, digital download | 89 |
| „–” oznacza, że album nie był notowany na danej liście. | |    |

## Single
| 2007                                                     | „Poison Prince”                | 141 | –  | –  | – | – | –  | –  | – | 66 | –  | – | –  | –  | –  | 58 |                                                         |                                               | This Is the Life          |
| 2007                                                     | „Mr Rock & Roll”               | 12  | 19 | 4  | 7 | – | –  | –  | – | 21 | –  | – | 7  | 20 | 59 | 3  | - BEL: złoto                                            | - BEL: 10 000+                                | This Is the Life          |
| 2007                                                     | „L.A.”                         | 48  | –  | –  | – | – | –  | –  | – | –  | –  | – | –  | –  | –  | –  |                                                         |                                               | This Is the Life          |
| 2007                                                     | „This Is the Life”             | 28  | 1  | 1  | 1 | 8 | 3  | –  | 2 | 2  | –  | 2 | 1  | 1  | 3  | 2  | - BEL: platyna - GER: platyna - ITA: złoto - SWI: złoto | - BEL: 20 000+ - GER: 300 000+ - SWI: 15 000+ | This Is the Life          |
| 2008                                                     | „Run”                          | 75  | –  | –  | – | – | –  | –  | – | 36 | –  | – | 96 | –  | –  | –  |                                                         |                                               | This Is the Life          |
| 2010                                                     | „Don't Tell Me That It's Over” | 48  | 10 | 7  | 2 | – | 42 | 16 | – | 6  | –  | – | 29 | –  | –  | 4  | - SWI: złoto                                            | - SWI: 15 000+                                | A Curious Thing           |
| 2010                                                     | „Spark”                        | –   | 74 | 44 | – | – | –  | –  | – | 56 | –  | – | –  | –  | –  | 62 |                                                         |                                               | A Curious Thing           |
| 2010                                                     | „This Pretty Face”             | 138 | 56 | –  | – | – | –  | –  | – | 49 | –  | – | –  | –  | –  | –  |                                                         |                                               | A Curious Thing           |
| 2010                                                     | „Love Love”                    | 183 | –  | –  | – | – | –  | –  | – | –  | –  | – | –  | –  | –  | –  |                                                         |                                               | A Curious Thing           |
| 2010                                                     | „Your Time Will Come”          | –   | –  | –  | – | – | –  | –  | – | –  | –  | – | –  | –  | –  | –  |                                                         |                                               | A Curious Thing           |
| 2012                                                     | „Slow It Down”                 | 45  | 43 | –  | – | – | –  | –  | – | 38 | 57 | – | –  | –  | –  | 24 |                                                         |                                               | Life in a Beautiful Light |
| 2012                                                     | „Pride”                        | 187 | –  | –  | – | – | –  | –  | – | –  | –  | – | –  | –  | –  | –  |                                                         |                                               | Life in a Beautiful Light |
| 2012                                                     | „4th of July”                  | –   | –  | –  | – | – | –  | –  | – | –  | –  | – | –  | –  | –  | –  |                                                         |                                               | Life in a Beautiful Light |
| 2017                                                     | „Dream On”                     | –   | –  | –  | – | – | –  | –  | – | –  | –  | – | –  | –  | –  | 32 |                                                         |                                               | Under Stars               |
| „–” oznacza, że singel nie był notowany na danej liście. |                                |     |    |    |   |   |    |    |   |    |    |   |    |    |    |    |                                                         |                                               |                           |

## Teledyski
| Rok  | Tytuł                                 | Reżyser               |
| ---- | ------------------------------------- | --------------------- |
| 2007 | „Poison Prince”                       | 3 Pronged Attack      |
| 2007 | „Mr Rock & Roll”                      | Dan Fernbach          |
| 2007 | „L.A.”                                | Dani Jacobs           |
| 2007 | „This Is The Life”                    | Lindy Heyman          |
| 2008 | „Run”                                 | Lindy Heyman          |
| 2008 | „Poison Prince” (wersja alternatywna) | 3 Pronged Attack      |
| 2010 | „Don’t Tell Me That It’s Over”        | Tom Bird              |
| 2010 | „Spark”                               | Tom Bird              |
| 2010 | „This Pretty Face”                    | Secret Agent          |
| 2010 | „Love Love”                           | Tom Bird              |
| 2010 | „Your Time Will Come”                 | 3 Pronged Attack      |
| 2012 | „Slow It Down”                        | Pip                   |
| 2012 | „Pride”                               | Sean de Sparengo      |
| 2013 | „4th Of July”                         | Ben Falk, Jos Newbolt |
| 2017 | „Dream On”                            | Yonatan Weisberg      |